# Corgatha albivertex
Corgatha albivertex är en fjärilsart som beskrevs av George Francis Hampson 1907. Corgatha albivertex ingår i släktet Corgatha och familjen nattflyn. Inga underarter finns listade i Catalogue of Life.